# Afrithelphusa leonensis
Afrithelphusa leonensis — вид крабів родини Potamonautidae.

## Поширення
Ендемік Сьєрра-Леоне. Описаний у 1987 році з трьох екземплярів, що зібрані у 1955 році у горах Цукрова Голова в окрузі Моямба. З цього часу вид не потрапляв в руки дослідників. У 2017 році організація «Re: wild» (раніше вона називалася Global Wildlife Conservation) включила його до списку «25 втрачених видів рослин і тварин», пошуку яких слід приділити особливу увагу. У 2021 році цей вид був заново відкритий у районі, де були знайдені типові зразки, дослідником з Університету Дуала П'єром Мвого Ндонго. Мешкає у зоні верхньогвінейського лісу.

## Охоронний статус
Хоча гора Цукрова Голова є заповідною територією, покритою лісами, єдиному відомому середовищу існування цього виду загрожує ерозія та втрата лісів через ведення сільського господарства.